# A.S.D. SolbiaSommese Calcio
ASD SolbiaSommese Calcio  là một câu lạc bộ bóng đá Ý nằm ở Somma Lombardo và cũng đại diện cho thị trấn Solbiate Arno (Tỉnh Varese), vùng Bologna.

## Lịch sử

### Nền tảng
Câu lạc bộ được thành lập vào năm 2012 sau khi sáp nhập AS Solbiatese Arno Calcio và SS Sommese 1920.

### Trước khi sáp nhập

#### Solbiatese Arno Calcio
Đội được thành lập vào năm 1911 với tên AS Solbiatese Calcio ở Solbiate Arno và đã trải qua vài mùa giải ở Serie C và Serie C2. Nó được thành lập là Solbiatese Arno Calcio  năm 2000, lấy Solbiatese Arno Calcio, bằng cách sáp nhập với AS Arno Calcio (thành lập năm 1980 tại cùng thị trấn).
Trong mùa 2007 200710, người ghi bàn hàng đầu của họ là Massimo 'Max' Marsich.
Trong mùa giải 2010-11, câu lạc bộ đã bị rớt hạng từ Serie D nhóm B sang Eccellenza Lombardy. Trong mùa giải tiếp theo, nó lại bị xuống hạng ở Promozione Lombardy

#### SS Sommese 1920
Đội được thành lập vào năm 1920 tại Somma Lombardo.
Trong mùa giải 2011-12, đội đứng thứ 2 ở Eccellenza Lombardy / A và bị Real Vicenza đánh bại trong trận play-off cuối cùng.

## Màu sắc và huy hiệu
Màu sắc của đội là đen và xanh.